# IC 4086
IC 4086 је спирална галаксија у сазвјежђу Ловачки пси која се налази на листи објеката дубоког неба у Индекс каталогу.
Деклинација објекта је + 36° 38' 52" а ректасцензија 13h 1m 43,0s. Привидна величина (магнитуда) објекта IC 4086 износи 14,8 а фотографска магнитуда 15,5. IC 4086 је још познат и под ознакама UGC 8141, MCG 6-29-17, CGCG 189-14, KUG 1259+369, PGC 44920.